# Narycia callista
Narycia callista är en fjärilsart som beskrevs av Oswald Beltram Lower 1903. Narycia callista ingår i släktet Narycia och familjen säckspinnare. Inga underarter finns listade i Catalogue of Life.